# Harrisburg (Illinois)
Harrisburg es una ciudad ubicada en el condado de Saline en el estado estadounidense de Illinois. En el Censo de 2010 tenía una población de 9017 habitantes y una densidad poblacional de 514,94 personas por km².

## Geografía
Harrisburg se encuentra ubicada en las coordenadas 37°44′16″N 88°32′45″O / 37.73778, -88.54583. Según la Oficina del Censo de los Estados Unidos, Harrisburg tiene una superficie total de 17.51 km², de la cual 16.97 km² corresponden a tierra firme y (3.09%) 0.54 km² es agua.

## Demografía
Según el censo de 2010, había 9017 personas residiendo en Harrisburg. La densidad de población era de 514,94 hab./km². De los 9017 habitantes, Harrisburg estaba compuesto por el 88.53% blancos, el 6.53% eran afroamericanos, el 0.5% eran amerindios, el 0.82% eran asiáticos, el 0.09% eran isleños del Pacífico, el 0.73% eran de otras razas y el 2.79% pertenecían a dos o más razas. Del total de la población el 2.32% eran hispanos o latinos de cualquier raza.